# Julia Kratowska
Julia Kratowska (ur. 24 kwietnia 1870 w Puławach, zm. 27 sierpnia 1946 w Ciechanowie) – polska działaczka niepodległościowa, społeczna i oświatowa, polityk, senator w II RP.

## Życiorys
W 1888 roku ukończyła ze złotym medalem Aleksandryjsko-Maryjski Instytut Wychowania Panien w Warszawie.

### Praca nauczycielska i działalność w PPS przed 1918 rokiem
Po ukończeniu Instytutu, w latach 1889–1891 prowadziła pensję w Lublinie, zamkniętą przez władze rosyjskie „za panujący w niej duch polski”, w latach 1891–1907 prowadziła tajne komplety dla chłopców w zakresie 8 klas szkoły handlowej i 8 klas gimnazjum filologicznego. W 1901 wstąpiła do PPS i organizowała partię w Lublinie. W jej mieszkaniu w 1902 roku odbył się VI Zjazd PPS, w 1905 roku uczestniczyła w strajku szkolnym, organizowała pomoc dla więźniów politycznych. Została aresztowana w 1907 roku, przez 6 miesięcy była więziona w Lublinie, następnie została zesłana do Krasnego Jaru, skąd w 1908 roku został przewieziona do więzienia kobiecego, tzw. Serbii w Warszawie. W 1909 roku uzyskała zwolnienie na pogrzeb siostry, Marii i zbiegła do Galicji. W latach 1909–1918 pracowała w Zakopanem, początkowo w sanatorium, a następnie, w latach 1911–1915 jako nauczycielka języków w prywatnym gimnazjum Ksawerego Praussa, następnie prowadziła komplety w zakresie klas niższych, a w latach 1917–1918 jako nauczycielka języków, historii i geografii w prywatnym gimnazjum koedukacyjnym.

### Działalność niepodległościowa w I wojnie światowej
W czasie I wojny światowej działała w POW, pracowała w Intendenturze Legionów Polskich i prowadziła ochronkę dla dzieci legionistów. W czasie wojny polsko-bolszewickiej pracowała w szpitalu i zorganizowała Gospodę Żołnierza Polskiego.

### Okres międzywojenny
W okresie międzywojennym 1918–1932 była nauczycielką (1920–1922 kierowniczką) w Społecznym Gimnazjum Żeńskim w Ciechanowie (później Gimnazjum Z. Choromańskiego), w latach 1933–1935 pracowała jako nauczycielka w państwowym gimnazjum koedukacyjnym, a w okresie 1938–1939 jako nauczycielka prywatna w Ciechanowie.
Od 1927 roku była członkinią BBWR, przewodniczącą ZG Związku Pracy Obywatelskiej Kobiet, członkinią Rady Miejskiej w Ciechanowie, a w okresie 1932–1935 była członkinią Rady Szkolnej Powiatowej.
W 1935 roku została senatorem IV kadencji (1935–1938) powołanym przez Prezydenta RP Ignacego Mościckiego. Pracowała w komisjach oświatowej, regulaminowej i społecznej.

### II wojna światowa i po niej
W 1939 roku została wysiedlona przez Niemców z Ciechanowa, ale zbiegła do Warszawy, gdzie utrzymywała się z lekcji prywatnych i dzięki pomocy TON. Po upadku powstania warszawskiego została wysiedlona z miasta, przez 7 miesięcy mieszkała w Rzeczkowie koło Białej Rawskiej, jednak już w czerwcu 1945 roku wróciła do Ciechanowa, gdzie od października tego roku pracowała w gimnazjum i udzielała lekcji prywatnych.

## Ordery i odznaczenia
- Krzyż Niepodległości (19 grudnia 1930)[3]
- Złoty Krzyż Zasługi (29 kwietnia 1930)[4]
- Srebrny Wawrzyn Akademicki (5 listopada 1935)[5]
- Odznaka honorowa „Za walkę o szkołę polską” (1931)

## Życie prywatne
Była córką Józefa (1840–1880, lekarza weterynarii, profesora Instytutu Gospodarstwa Wiejskiego i Leśnictwa w Puławach) i Zofii z domu Filipkowskiej (1841–1927, członkini PPS). Jej siostra Maria (1864–1909) – również była członkinią PPS; dziadek Jan Kratowski był żołnierzem napoleońskim, kapitanem wojsk polskich w powstaniu listopadowym.
Nie założyła rodziny.
Po śmierci pochowana na cmentarzu w Ciechanowie.